# Barnacle Valley
Das Barnacle Valley (englisch für Seepockental) ist ein eisfreies Tal im ostantarktischen Viktorialand. Es liegt 5 km westnordwestlich des Nunatak Dotson Ridge in der Convoy Range.
Die zwischen 1989 und 1990 in diesem Tal tätige Mannschaft des New Zealand Antarctic Research Program benannte es deskriptiv nach den zahlreichen polygonalen Presseishügeln, mit denen der Talboden übersät ist und die in ihrer Form an überdimensionale Seepocken erinnern.